# 안티파트로스

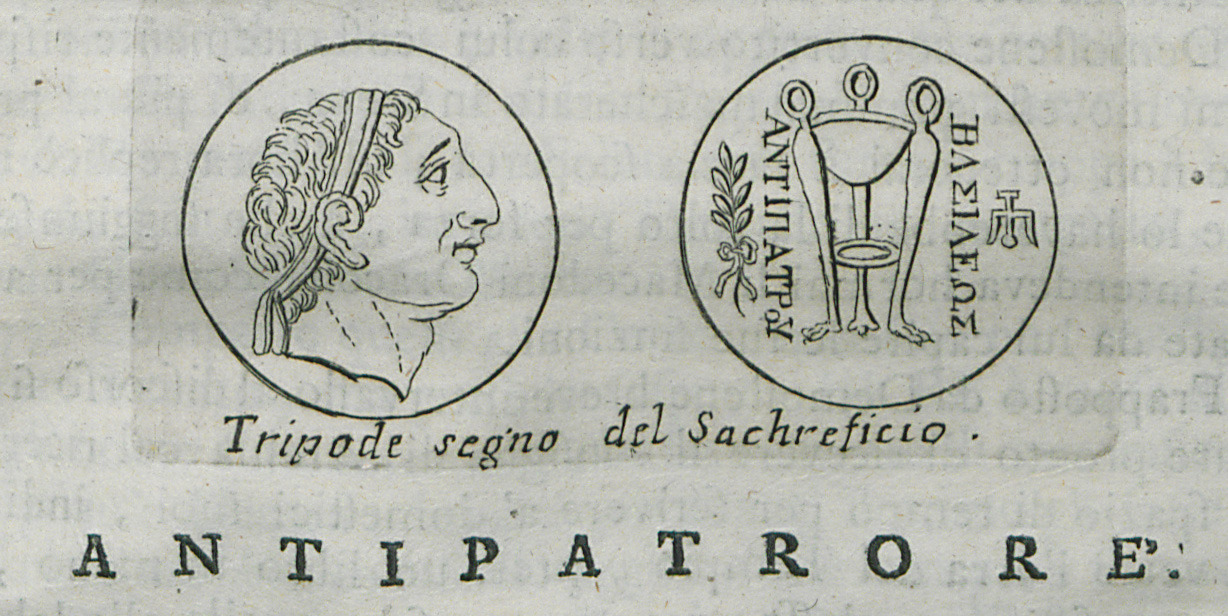

안티파트로스(고대 그리스어: Αντίπατρος, 라틴어: Antipatros, Antipater, 기원전 397년 – 기원전 319년)는 필리포스 2세와 알렉산더 3세를 보좌한 마케도니아 왕국의 장군이다.

## 필리포스 휘하
안티파트로스는 필리포스 2세 조정에서 주로 그리스 국가들과 외교, 행정 분야를 담당하며, 왕을 보좌하고 있었다. 필리포스가 트라키아, 테살리아에 원정을 떠난 있을 때 안티파트로스가 국가를 관리하고 있었으며, 마케도니아가 기원전 346년에 가입한 암픽티온 동맹에 왕을 대신하여 기원전 342년 가을에 델포이를 다녀왔다.
기원전 338년 카이로네이아 전투에서 마케도니아가 승리를 거둔 후 안티파트로스는 아테네에 강화 협상과 전사자의 유해를 반환하는 대사로 파견되었다. (기원전 337년 – 기원전 336년)

## 알렉산더 대왕과
기원전 336년에 필리포스가 암살되고, 그의 아들 알렉산더 3세가 왕위에 오를 때 안티파트로스는 20세의 젊은 왕을 지원했다. 알렉산더의 동정 시 안티파트로스는 마케도니아 본국에 남아 왕국의 통치에 대항하여 반란의 불씨를 뿌리는 그리스를 맡았다.
기원전 333년에 페르시아의 소아시아 총사령관 멤논이 에게해에서의 반격 작전을 계획하자, 안티파트로스는 그것에 대비하여 부하인 프로테아스를 시켜 에우보이아와 펠로폰네소스에서 군선을 모았다. 그러나 멤논의 급사로 인해 페르시아의 반격 작전은 무산되었다.
기원전 332년, 왕의 부재를 노리고 트라키아의 멤논(페르시아 장군 멤논과는 다른 인물)이, 기원전 331년에 스파르타의 왕 아기스 3세가 마케도니아에 대해 반란을 일으켰다. 안티파트로스는 두 적을 모두 상대해야 하는 상황을 피하기 위해 멤논을 용서하고 아기스와 싸웠다. 기원전 331년 안티파트로스는 메갈로폴리스의 전투에서 아기스를 물리치고 반란을 진압했다. 그리고 자신이 아기스에게 승리한 것, 에피로스의 왕 알렉산더 1세의 이탈리아 원정 실패, 트라키아의 장군 조프리온의 패사 등을 편지로 왕에게 보고 하였다. 같은 해에 안티파트로스는 동정군에게 증원 부대를 보냈다.
처음에는 알렉산더의 모후 올림피아스와 안티파트로스는 우호적인 관계였다. 심지어 알렉산더가 사실 그의 아들이라는 소문이 날 정도였지만, 기가 센 왕의 어머니와의 관계는 점차 악화되었다. 실제로, 동방원정을 떠난 사이에 안티파트로스와 올림피아스는 알렉산더에게 서로를 비방하는 편지를 썼다.
기원전 323년 알렉산더는 안티파트로스에게 신병을 이끌고 아시아까지 오라고 명령을 내렸다. 반면 크라테로스와 베테랑 병사들을 본국으로 돌려보내 안티파트로스의 지위를 인계하게 했다. 그러나 섭정의 교체는 왕의 죽음으로 이루어질 수는 없었다. 알렉산더의 죽음은 일반적으로 말라리아에 의한 병사로 되지만, 유스티누스에 따르면 왕이 친한 친구를 살해하고, 그리스에서의 승리를 때문에 왕으로부터 소외당하고, 심지어 올림피아스의 중상모략을 당했던 안티파트로스가 왕의 집사를 하고 있던 아들 카산드로스에게 명하여 왕을 독살시켰다고 한다. 아리아노스에 따르면 그 독은 아리스토텔레스의 조합한 것이었다고 한다.

## 대왕의 사후
알렉산더의 사후 바빌론 회의에서 마케도니아 실권을 쥔 페르디카스는 안티파트로스에게 마케도니아 본국과 그리스의 지배권을 인정하고 페르디카스 등 다른 중신들과 공동으로 아직 태어나 못한 알렉산더와 록사네의 아들 (후의 알렉산더 4세)의 임시 후견인이 되었다.
기원전 322년 안티파트로스는 알렉산더의 죽음을 틈타 아테네, 아이톨리아, 그리고 테살리아가 반란을 일으킨 라미아 전쟁을 맞는다. 서전에 반군에게 찢어진 그는 라미아에게 포위되었지만, 레온나토스, 크라테로스의 도움으로 하면서 크란논에서 적을 물리치고 반란을 진압했다.
그 후, 페르디카스는 안티파트로스의 딸과 약혼을 파기하고 올림피아스의 딸과 결혼하였다. 그가 제국의 전체 지배자가 되려고 한다는 소문이 돌았기 때문에 점차 안티파트로스와 다른 장군들은 페르디카스와 대립 관계가 되었다. 안티파트로스는 크라테로스, 프톨레마이오스 등과 함께 반 페르디카스 동맹을 맺고 전쟁을 대비했다.
기원전 321년에 원정을 떠났던 이집트에서 페르디카스가 부하들의 반란으로 암살되자 남은 디아도코이에 의해 트리파라디소스 회의가 개최되어 제국의 영토와 지위를 재분배 하였다. 이 회의에서 안티파트로스는 제국의 새로운 섭정이 되어 회의를 주도하였고, 대왕의 어린 아들 알렉산더 4세와 대왕의 이복형제인 필리포스 3세의 후견인으로 그리스를 지배하기에 이르렀다.
기원전 320년, 에우메네스가 트리파라디소스의 군위원회에서 페르디카스 파벌로 몰려 토벌의 대상이 되었고, 안티고노스에 의해 카파도키아의 노라에서 포위를 당했다. 그는 안티파트로스에게 구원을 요청했는데, 원래 적대적 관계였던 에우메네스를 위해 원군을 보내 안티고노스에게 포위를 풀게 했다. 여기에는 아시아의 총사령관이 되어 권력을 강화하고 있던 안티고노스에 경계심이 있었고, 그 대항마로 에우메네스를 살리겠다는 의도가 있었던 것으로 추측된다.
그 후, 안티파트로스는 병을 앓았으며, 모든 직위를 사임하고 결국 죽었다. 그때, 그는 자신의 지위를 아들 카산드로스가 아니라 노장 폴리페르콘에게 양보했다. 그러나 이 인사는 이후 혼란의 원인이 되는 결정이었다. 아버지의 지위를 이을 것으로 생각했던 카산드로스는 그 인사에 불만을 품고 안티고노스와 짜고 폴리페르콘을 치는 새로운 전쟁의 불씨가 되었기 때문이다.